# Jan Wuttke

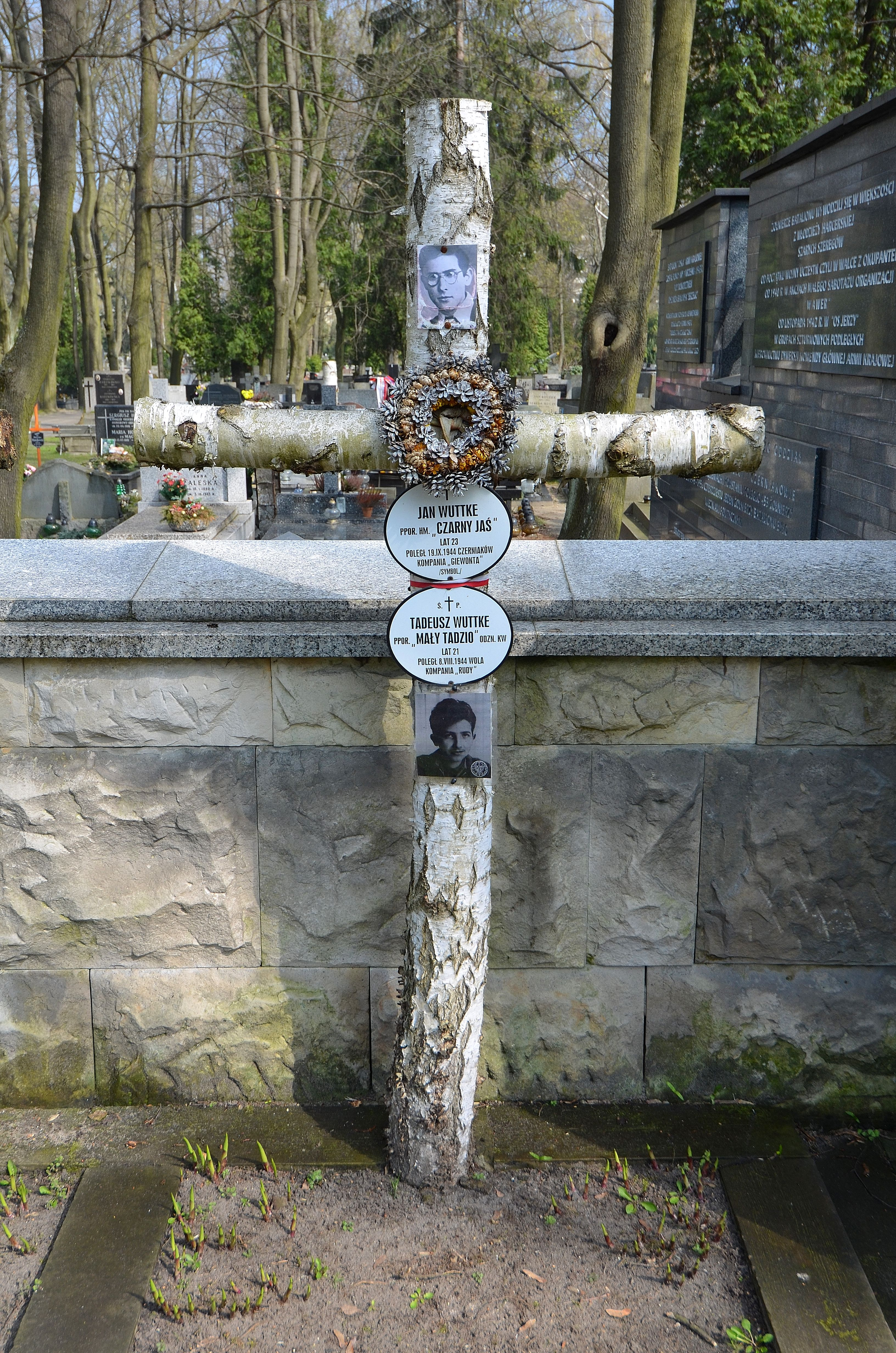
Grób braci Wuttke na Cmentarzu Wojskowym na Powązkach

Jan Wuttke ps. Czarny Jaś (ur. 11 września 1921, zm. 19 września 1944 w Warszawie) – podporucznik, uczestnik powstania warszawskiego w szeregach batalionu „Zośka” Armii Krajowej.

## Życiorys
Absolwent I Państwowego Gimnazjum i Liceum im. Stefana Batorego w Warszawie (matura 1939). Harcerz i instruktor 23 Warszawskiej Drużyny Harcerzy im. Bolesława Chrobrego („Pomarańczarni”).
Podczas okupacji był komendantem Grup Szturmowych. W powstaniu pełnił funkcję zastępcy dowódcy 3. kompanii „Giewont” w III plutonie „Felek” batalionu „Zośka”. Uczestniczył w walkach na Woli, Starym Mieście i Czerniakowie. 5 września 1944 w piwnicy kamienicy przy ul. Hożej 15 poślubił Irenę Kowalską (zginęła 24 września 1944). Wkrótce wraz z nią znalazł się na Czerniakowie. Zginął 19 września w czasie walk przy ul. Wilanowskiej 18. Jego ciała nie odnaleziono.
Jego grób  symboliczny znajduje  się na cmentarzu Wojskowym na Powązkach w kwaterze Harcerskiego Batalionu Armii Krajowej „Zośka” (kwatera A20-2-23). Jest to jednocześnie grób, w którym w 1947 pochowany został jego brat – ppor. Tadeusz Wuttke, żołnierz 2. kompanii „Rudy” II plutonu „Alek”, który zginął 8 sierpnia 1944 na Woli.